# Last Days of April
I Last Days of April sono un gruppo musicale indie pop originario di Stoccolma, in Svezia.

## Storia
La formazione iniziale dei Last Days of April risale al 1996, quando la band riesce a riscuotere un certo successo all'interno della scena underground attraverso l'uscita del primo demo.
Un intero album fu pubblicato nell'anno successivo, seguito da un EP nel 1998, per l'etichetta Bad Taste Records. Il loro secondo lavoro, Rainmaker, venne distribuito sia in Europa che in Giappone, (rispettivamente su Bad Taste e Straight Up Records), e la band inizia un tour europeo con supporto di The Promise Ring e The Bufferins.
Il loro terzo album, che venne prodotto da Pelle Gunnerfeldt, vide anche una distribuzione americana tramite Deep Elm Records; da Angel Youth (2001) è stato estratto il singolo Will the Violins Be Playing?
Nel 2002 esce il primo vero e proprio album in studio, Ascend to the Stars.
Fin dal 2000, quasi la totalità dei brani della band è scritta dal cantante Karl Larsson. In seguito all'uscita del disco Gooey nel 2010, la band ripartì, l'anno successivo, per un tour europeo a fianco della band londinese Air Castles.
I Last Days of April pubblicarono il loro ottavo album in studio nel marzo del 2012. L'album, intitolato 79, venne prodotto dallo stesso Karl Larsson.
Seguono Sea of Clouds, edito nel 2015, ed Even the good days are bad, ultimo uscito nel 2021.

## Membri
- Karl Larsson - voce, chitarra
- Lars Taberman - chitarra
- Andreas Fornell - batteria
- Daniel Svenfors - basso

## Discografia
- Henrik (1997) [EP]
- Last Days of April (Trust No One Records, 1997)
- The Wedding (1998) [EP]
- Rainmaker (Bad Taste/Straight Up, 1998)
- Angel Youth (Bad Taste/Deep Elm, 2000)
- Ascend to the Stars (Bad Taste/Crank!, 2002)
- If You Lose It (Bad Taste, 2003)
- Might As Well Live (Bad Taste, 2007)
- Gooey (Bad Taste, 2010)
- 79 (Bad Taste, 2012)
- Sea Of Clouds (Tapete, 2015)
- Even the Good Days Are Bad (Tapete, 2021)